# Cordisburgo
Cordisburgo är en kommun i Brasilien.   Den ligger i delstaten Minas Gerais, i den sydöstra delen av landet, 500 km sydost om huvudstaden Brasília. Antalet invånare är 8 667.
Omgivningarna runt Cordisburgo är huvudsakligen savann. Runt Cordisburgo är det mycket glesbefolkat, med 4 invånare per kvadratkilometer.